# Cratere Kyara
Kyara è un cratere sulla superficie di Marte.